# Pumpkin (Film)
Pumpkin ist eine US-amerikanische Filmkomödie aus dem Jahr 2002. Regie führten Anthony Abrams und Adam Larson Broder, das Drehbuch schrieb Adam Larson Broder.

## Handlung
Carolyn McDuffy ist ein Mitglied der Sorority (dt. Studentinnenverbindung) Alpha Omega Pi. Die Verbindung entschließt sich, junge behinderte Menschen für die Teilnahme an den Spielen Challenged Games vorzubereiten, was den Titel Verbindung des Jahres bringen soll. McDuffy arbeitet dabei mit Pumpkin Romanoff zusammen. Zuerst fühlt sie sich unwohl dabei, dann verliebt sie sich in Romanoff.
Die Umgebung von McDuffy bringt genauso wenig Verständnis für die Beziehung auf wie Romanoffs Mutter, die ein Alkoholproblem hat. Die Frau beschuldigt McDuffy, diese habe ihren Sohn vergewaltigt. Romanoff trainiert hart, um bester Sportler der Mannschaft zu werden. Wegen der Beschuldigungen seiner Mutter wird McDuffy aus der Schule und aus der Verbindung rausgeworfen.
McDuffy geht eine Beziehung mit dem Sportler Kent Woodlands ein. Sie wird danach auf der Schule und in der Verbindung wieder aufgenommen. Romanoff und seine Freunde erscheinen auf der Party der Verbindung, wo Romanoff mit McDuffy tanzt. Es kommt zu Streitigkeiten, der verärgerte Woodlands hat nach der Party einen Autounfall. Er wird danach körperlich behindert. McDuffy verlässt die Verbindung, die im Kampf um den Titel unterliegt.
Romanoff gewinnt ein Wettrennen, wonach ihm seine Mutter, seine Freunde und McDuffy gratulieren. Seine Mutter akzeptiert seine Beziehung mit McDuffy.

## Kritiken
Roger Ebert schrieb in der Chicago Sun-Times vom 5. Juli 2002, der Film trotze einem Beschreibungsversuch. Er sei „schonungslos“ und stellenweise „brillant“; er zwinge den Zuschauer dazu, sich für eine Meinung zu entscheiden. Ricci handhabe „furchtlos“ ihre tückische Rolle („Ricci sails fearlessly into the risky material“).
Kirk Honeycutt schrieb in der Zeitschrift The Hollywood Reporter vom 15. Januar 2002, man könne nur schlecht Satire und Sentimentalität verbinden. Der Film sei „uneinheitlich“, da er jedoch für ein junges Publikum bestimmt sei, könne das das Einspielergebnis nicht stören. Ricci sei „ausgezeichnet“ in ihrer Rolle; der früher fürs Fernsehen tätige Harris sei eine echte Entdeckung; Blethyn sei in ihrer Rolle ohne Substanz verschwendet.

## Auszeichnungen
Der Film wurde im Jahr 2002 als Wettbewerbsbeitrag des Sundance Film Festivals für den Großen Jurypreis nominiert. Christina Ricci wurde 2002 für den Teen Choice Award nominiert.

## Hintergründe
Der Film wurde in Los Angeles, in Azusa (Kalifornien) und in Glendora (Kalifornien) gedreht. Die Weltpremiere fand am 14. Januar 2002 auf dem Sundance Film Festival statt. Der Film wurde seit dem 28. Juni 2002 in weniger als 20 Kinos der USA vorgeführt, in den er ca. 306 Tsd. US-Dollar einspielte.